# Lamprogaster corax
Lamprogaster corax är en tvåvingeart som beskrevs av Mcalpine 1973. Lamprogaster corax ingår i släktet Lamprogaster och familjen bredmunsflugor. Inga underarter finns listade i Catalogue of Life.